# 中国投资有限责任公司
中国投资有限责任公司，简称中投公司，是经中國國務院批准设立的国有大型投资公司，由中华人民共和国财政部代表国务院履行出资人职责。
中投公司于2007年9月29日在北京成立。筹备期间被称为“国家外汇投资公司”。该公司的资金将来源于中国的国家外汇储备；成立初期的注册资本金为2000亿美元，是全球最大主权财富基金之一。据媒体透露，公司将实行政企分开、自主经营、商业化运作的模式；目前业务以境外金融组合产品的投资为主，并在可接受的风险范围内，争取长期投资收益最大化。

## 歷史
自改革开放以来，中华人民共和国经济持续保持高速增长。据《中国经营报》报道，截至2007年第一季度末，中华人民共和国外汇储备已高达1.2万亿美元。2007年1月19日召开的全国金融工作会议，研究将成立专门机构来经营管理部分外汇储备；“国家外汇投资公司”呼之欲出。
同年3月16日，由国务院副秘书长楼继伟牵头的“国家外汇投资公司”筹备组，召开了第一次筹备会。 5月10日，中国人民银行发布季度货币政策报告，建议组建市场化运作的政府外汇投资机构。
6月27日，国务院提请第十届全国人民代表大会常务委员会第二十八次会议审议发行1.55万亿元特别国债的议案；这笔资金将作为“国家外汇投资公司”的投资来源。6月29日，第十届全国人大常委会第二十八次会议通过《全国人民代表大会常务委员会关于批准财政部发行特别国债购买外汇及调整2007年末国债余额限额的决议》，批准设立中央财政外汇经营基金，并授权财政部发行1.55万亿人民币特别国债的议案。按照当时美元兑人民币汇率，这一特别国债数额相当于约2000亿美元，成为中投公司的资金来源。唯每天需支付特別國債利息及營運費用約3億。
6月30日，中国人民银行副行长吴晓灵表示，中央汇金投资有限责任公司将被整合并入新成立的“国家外汇投资公司”。
2010年11月7日，中投公司在香港註冊登記、設立全資子公司中投香港。2011年委任前中大校長劉遵義為中投国际（香港）主席。11月3日中投國際（香港）的高級管理人員已經就職，並委任樊功生為中投香港總經理。
2012年2月15日，國家外匯管理局已向中投注資500億美元（約3900億港元），資金已直接注入中投旗下香港分枝中投國際。3月27日中國中投證券拓展香港市場，成立中投證券（香港），主攻證券經紀及資產管理業務，未來亦會進軍期貨及融資市場，董事總經理馬惠明稱，目前期貨正待證監批覆，料最快三至四個月可掛牌。
11月1日，中投透過旗下香港的中投國際以4.5億英鎊，相當於56.32億港元，購買英國希斯路機場控股公司FGP Topco10%的權益。這是繼今年初中投國際收購英國泰晤士水務8.68%股權後，於英國另一項投資。
11月9日，俄羅斯鉀肥公司UralKali的大股東Suleiman Kerimov為首人士，向中投子公司和俄羅斯外貿銀行（VTB）出售一批2014年到期可換股債券，該批債券日後轉股後相當於該鉀肥公司14.5%股權。未來中投公司將持有其中12.5%的權益，VTB則佔2%股權。交易的作價未有公布，但若以Uralkali現市值計，12.5%股權的市值約32億美元（約250億港元）。
2013年2月14日，中投斥逾1億美元（約7.8億港元）購莫斯科交易所上市發行的新股，涉約20%至25%股權。莫斯科交易所招股價每股介乎55至63盧布（約14至16港元），市值最多65億美元（約507億港元）。
2014年2月14日中投公司官網公布，經國務院決定，董事會審議通過，李克平任中投公司副董事長兼總經理，高西慶不再擔任中投公司副董事長兼總經理職務。2016年7月19日中投公司官網公布，經國務院決定，董事會審議通過，屠光紹任中投公司副董事長兼總經理，李克平不再擔任中投公司副董事長兼總經理職務。
2015年7月27日，中投第三間子公司中投海外直接投資有限責任公司（簡稱中投海外），已於7月27日正式成立，獲財政部注資1000億美元，

## 公司领导
中投公司的董事会由11人构成，其中3名执行董事、5名非执行董事、1名职工董事和2名独立董事。另外，公司还有一个包括董事长、总经理等高层管理人员的“七人管理委员会”（也称“七人小组”），“七人管理委员会”具体负责公司的对外投资决策以及日常经营管理。

### 历任董事长
1. 楼继伟（2007年9月—2013年3月）
2. 丁学东（2013年7月—2017年2月）
3. 彭纯（2019年4月—2024年11月）
4. 张青松（2024年11月—）

### 历任总经理
1. 高西庆（2007年10月—2014年2月）
2. 李克平（2014年2月—2016年6月）
3. 屠光绍（2016年6月—2019年4月）
4. 居伟民（2019年4月—2024年2月）
5. 刘浩凌（2024年2月—）

## 对外投资
据报道截止2014年底，中投所管理的资产总额7467.3亿美元；大约60%资产投资于美国，其余投资于欧洲、其他亚洲国家和加拿大。
据报道截止2012年底首季止，中投的日股持倉自2008年金融海嘯以來跳升兩倍，增至3.58萬億日圓(約3,492億港元)。

### 黑石集团
2007年5月末，借道专门为这个项目创办的特殊目的實體（SPE或SPV），筹备中的中投公司与黑石集团达成30亿美元的投资意向。
黑石集团已于2007年6月22日在纽约证券交易所上市，其初始发行价为每股31美元。中投公司购买黑石股票的成本大约为每股29.605美元，并承诺四年内不予出售。在2008年中的美国金融危机中产生大量亏损。

### 摩根士丹利公司
2007年12月19日，中投公司在北京宣布，中投以约50亿美元购买摩根士丹利公司发行的一种到期后须转为普通股的可转换股权单位，這批可換股的股權單位作價為每股48.07至57.684美元；股权单位全部转换后，中投持有摩根士丹利公司的股份将不超过9.9%；中投将不会进入摩根士丹利董事会。2009年6月，中投公司在摩根士丹利配股時，以12億美元認購約4373萬股摩根士丹普通股，每股作價27.44美元。2010年7月中投公司出售摩根士丹利510.5萬股，套現約 1.39億美元。

### 美国货币基金
根据美国证券交易委员会的公告，中投公司大量投资于美国货币基金：54亿美元投资在Reserve Primary Fund，21亿美元投资在景顺的Aim Liquid Assets Portfolio，23亿美元投资在摩根大通Prime Money Market Fund，另外15亿美元则投资在德意志资产管理公司的DWS Money Market Trust。中投公司就其在Reserve Primary Fund的投资于2008年10月15日发表声明称：“目前中投公司已不是该基金的股东投资者，而是债权人。中投公司曾投资于该基金，但在该基金宣布停盘前已发出了全盘赎回指令，并且该基金已书面确认将返还中投公司的全部本息。根据相关法律，中投公司有全面的法律权利要求该基金返还全部本息。中投公司不应承担可能面临的3%本金损失”。Reserve Primary Fund则予以否认，称中投公司赎回指令相对于其他投资者并无优先权。

### 其它投資
| 日期    | 項目                                         | 金額             |
| ------- | -------------------------------------------- | ---------------- |
| 2007-11 | 中國中鐵H股                                  | 1億美元          |
| 2008-03 | VISA                                         | 2億美元          |
| 2009-06 | Goodman Group                                | 2億美元          |
| 2009-07 | 泰科資源                                     | 15億美元         |
| 2009-07 | 北京金隅                                     | 0.25億美元       |
| 2009-07 | 中信資本40%股權                              | 2.56億美元       |
| 2009-08 | SongBird Estates                             | 未有透露         |
| 2009-09 | 保利香港                                     | 4.09億港元       |
| 2009-09 | 來寶集團                                     | 8.5億美元        |
| 2009-09 | PT Bumi ResourcesTbk                         | 19億美元         |
| 2009-09 | 哈薩克石油天然氣勘探開發公司                 | 9.39億美元       |
| 2009-10 | 俄羅斯諾貝爾石油公司(Nobel Oil Group)45%股權 | 3億美元          |
| 2009-10 | 南戈壁能源                                   | 5億美元          |
| 2010-3  | The AES Corporation15.8%股份                 | 5億美元          |
| 2010-4  | 歐舒丹                                       | 0.5億美元        |
| 2010-6  | 宾州西部能源信托10.5％股份                   | 12.5億美元       |
| 2012-1  | 泰晤士水務公司8.68%股份                      | 沒有透露交易金額 |